# Сердюк Ігор Олександрович
Сердюк Ігор Олександрович (*30 квітня 1983 року, м. Хорол, Полтавська область, УРСР) — український науковець-історик, викладач, доктор історичних наук, професор. Відомий як дослідник історії дитинства та Гетьманщини, автор науково-популярних текстів і відео, інструктор з топографії та орієнтування.

## Біографія
Народився 30 квітня 1983 року в місті Хорол на Полтавщині в сім'ї викладача. У 2000 році закінчив міську ЗОШ № 1. У 2006 році закінчив Полтавський національний педагогічний університет імені В. Г. Короленка (історичний факультет). Згодом у Києво-Могилянській Академії захистив дисертаційне дослідження на тему «Населення полкових міст Лівобережної України середини XVIII ст.: історико-демографічний вимір (на прикладі Ніжина, Переяслава й Стародуба)» (2010 рік). Науковий керівник — професор Юрій Волошин. Викладав у школі № 26 м. Кременчук, у ПДАА, у 2014 році був запрошеним викладачем Національний університет «Києво-Могилянська академія». З 2009 року працює у ПНПУ. Викладає історію України, спеціальні історичні дисципліни, публічну історію. У 2023 році - асоційований дослідник Французького науково-дослідного центру гуманітарних і соціальних наук. З 2024 року - професор Київської школи економіки
Докторська дисертація «Дитина й дитинство в Гетьманщині: соціально-історичний та історико-антропологічний виміри» (науковий консультант — професор Юрій Волошин), захищена в 2018 році у Спеціалізованій вченій раді Запорізький національний університет.
Є одним із провідним науковців в Україні, що розробляють ряд тем у галузі історичної демографії, історичної урбаністики, історії дитинства, соціальної історії. Неодноразово давав відкриті лекції та презентації у громадських просторах, вишах та наукових закладах України.
Стипендіат Міжнародної Асоціації Гуманітаріїв 2010—2011 рр., отримував гранти Наукового товариства імені Шевченка в Америці (2014, 2016 рр.), Верховної ради України для молодих вчених (2020 р.), стипендію Французького науково-дослідного центру гуманітарних і соціальних наук (2023 р.). Стажувався у Варшавському університеті (2014, 2016 р.), був учасником літніх шкіл для науковців в Україні, Республіці Польща, Італії.
Ігор Сердюк є відомим на Полтавщині спортивним туристом. Більше 15 років захоплюється спортивними походами, переважно в гірські чи полярні райони — Заполяр'я, Алтай, Забайкалля, Паміро-Алай, Кавказ, Тянь-Шань, Карпати та інші регіони.
Майстер спорту України, чемпіон України, володар Кубку України зі спортивного орієнтування в дисципліні рогейн.

### Після повномаштабного вторгнення
Після російського вторгнення в Україну (2022 р.) на волонтерських засадах працює інструктором з топографії та застосування мультироторних БпЛА, зокрема у складі відомого проєкту Victory Drones, також є учасником волонтерської спільноти Climb Army, за цю діяльність має подяки від військових підрозділів, відзнаку Міністерства оборони України "За сприяння Збройним силам України, нагрудний знак Головнокомандувача Збройних Сил України "За сприяння війську".

## Нагороди та відзнаки
2019 - лауреат єпархіальної премії імені преподобного Паїсія Величковського
2020 - лауреат найпрестижнішої премії в галузі української гуманітаристики - Міжнародна премія імені Івана Франка
2022 - лауреат Премія Президента України для молодих вчених
2023 - відзначений Медаллю «За сприяння Збройним Силам України»
2023 - нагрудний знак Головнокомандувача Збройних Сил України "За сприяння війську".

## Основні праці
Сфера наукових інтересів: історична демографія та урбаністика Гетьманщини, останнім часом працює над вивченням дитини і дитинства в української традиційному суспільстві, історії тілесності, медицини, якості життя. Автор численних наукових праць. 

### Книги
- Полкових городов обивателі: історико-демографічна характеристика міського населення Гетьманщини другої половини XVIII ст. Полтава: АСМІ, 2011. 304 с.
- Маленький дорослий: Дитина й дитинство в Гетьманщині XVIII ст. / науковий редактор Юрій Волошин. — К. : К.І.С., 2018. — 456 с. — ISBN 978-617-684-206-4.

### Книги у співавторстві та розділи у колективних працях
- Повсякдення ранньомодерної України. Історичні студії в 2-х томах. Т.1: Практики, казуси та девіації повсякдення. Київ: Інститут історії України НАН України. 2012.
- Українська держава другої половини ХVІІ – ХVІІІ ст.: політика, суспільство, культура. Київ: Інститут історії України НАНУ, 2014.
- Історія Української держави: Гетьманат ранньомодерної доби / Відп. ред. В. Смолій. НАН України. Інститут історії України. Київ: Арій, 2018.
- Український Гетьманат: нариси історії національного державотворення ХVІІ – ХVІІІ ст. У 2 кн. Київ: Інститут історії України НАНУ, 2018.
- Розчаклування недуги. Локальна традиція, «старі» хвороби та «нова» медицина в Україні ХVІІІ–ХІХ ст. / Колективна монографія за ред. В. Маслійчука та І. Сердюка. Харків: Видавець Олександр Савчук, 2021.
- Eighteenth-Century Ukraine. New Perspectives on Social, Cultural, and Intellectual History. Edited by Zenon E. Kohut, Volodymyr Sklokin and Frank E. Sysyn. McGill-Queen’s University Press, 2023.